# حلم (لوحة)
حلم (بالإسبانية: El sueño)‏، هي لوحة زيتية رسمها بابلو بيكاسو عام 1932 (130 × 97 سم)، تصور عشيقته ماري-تريز والتر وهي في الثانية والعشرين من عمرها. اللوحة تصور مشهد مسائي، في 24 يناير 1932. 
يلاحظ المحتوى الإباحي في اللوحة، حيث رسم پيكاسو قضيب منتصب، يُفترض أنه قضيبه، أعلى وجه المرأة.

## ملكية اللوحة
في 26 مارس 2013، نشرت نيويورك پوست خبر شراء المليادير الأمريكي ستڤن كوهن للوحة، مقابل 155 ماليون دولار.